# 29 липня
29 липня — 210-й день року (211-й у високосні роки) за григоріанським календарем. До кінця року залишається 155 днів.

## Свята і пам'ятні дні

### Міжнародні
- Міжнародний день тигра.
- Міжнародний день соціокультурного розмаїття та боротьби з дискримінацією.

### Національні
- Румунія: День національного гімну
- Молдова: День Конституції
- Таїланд: Національний день тайської мови

### Релігійні

#### Християнство
- День Святих Марти, Марії і Лазаря.
- День Святого Фелікса II.
- День Святого Олафа.
- День Блаженного Урбана II.

Православ'я:
- Мученика Калиника.
- Мучениці Серафими, діви.
- Мучениці Феодотії і трьох дітей її.
- Преподобномученика Михаїла.
- Мученика Євстафія Мцхетського.
- Мученика Даниїла (Кушніра) Мліївського

### Іменини
✝  Католицькі: Антонін, Беатріса, Євген, Марта, Олаф, Фелікс.
✙ Православні: Михаїл, Даниїл.

## Події
- 238 — преторіанською гвардією штурмом опанований палац імператорів Риму Пупієна і Бальбіна. Обидва правителі були волоком протягнуті вулицями Риму, та після тортур і знущань страчені. Того ж дня 13-річний Гордіан III оголошений імператором Римської імперії.
- 615 — Пакаль Великий у віці 12 років у місті Паленке успадкував трон правителя Баакульського царства мая.
- 626 — розпочалася десятиденна облога столиці Візантійської імперії Константинополя аварами і союзними їм племенами слов'ян, булгар і гепідов під час ірансько-візантійської війни.
- 1014 — битва біля Біласиці під час візантійсько-болгарських війн — візантійський імператор Василій II Болгаробійця завдав нищівної поразки болгарському війську. Імператор наказав осліпити 15 тисяч болгарських полонених. Кожному 101-му викололи лише одне око — їм довелось виступати в ролі поводирів решти сліпих. Побачивши це, болгарський цар Самуїл помер від горя.
- 1018 — граф Західної Фрісландії Дірк III завдав поразки армії імператора Священної Римської Імперії Генріха II у битві біля Влардінгена.
- 1030 — битва біля Стікластадира, в якій норвезький король Олаф II бився та загинув, намагаючись відвоювати норвезький трон з-під правління данського короля Канута Великого.
- 1148 — завершена невдала 4-денна облога Дамаску хрестоносцями, що призвела до краху Другого хрестового походу.
- 1108 — Людовик VI став королем Франції.
- 1423 — Великим князем Литовським, королем Польським Владиславом II Ягайло в містечку Пшедбуж на річці Пилиця надані права міста Лодзі, в тому числі право проводити ярмарки по середах і дві великі ярмарки на рік.
- 1474 — під час бургундських війн армія Карла Сміливого атакувала архієпископство Кельнське, обложивши місто Нейсс. Облога тривала до 27 червня 1475.
- 1565 — королева Шотландії Марія Стюарт одружилася зі своїм кузеном Генріхом Стюартом, лордом Дарнлі.
- 1572 — почалася Молодинська битва — битва, що тривала до 2 серпня в 50 верстах південніше Москви, московське військо земського воєводи князя Михайла Воротинського та опричного воєводи князя Дмитра Хворостиніна і армія кримського хана Девлет-Герая.
- 1586 — на річці Тура засноване місто Тюмень.
- 1693 — в битві поблизу Нервіндена часів дев'ятирічної війни між Королівством Франція та Аугсбурзькою лігою, французька армія маршала Франсуа-Анрі Монморансі здобула піррову перемогу над коаліційними військами Вільгельма III Оранського.
- 1696 — козацьке військо за підтримки московських військ захопило турецьку фортецю Азов.
- 1776 — останній український кошовий отаман Петро Калнишевський відправлений на Соловецькі острови, де провів в ув'язненні 25 років.
- 1793 — перший віце-губернатор Верхньої Канади Джон Грейвз Сімко заснував форт та морський порт Йорк (нині Торонто).
- 1836 — урочисте відкриття в Парижі Тріумфальної арки.
- 1851 — італійський астроном Аннібале де Гаспаріс відкрив астероїд 15 Евномія.
- 1858 — під тиском Сполучених Штатів Японія відкрила для чужоземців Токіо та Осаку.
- 1865 — велика пожежа в Бучачі
- 1874 — британець Волтер Вінгфілд запатентував розбірний тенісний корт.
- 1880 — відкрито Феодосійську картинну галерею ім. І. К. Айвазовського.
- 1899 — завершилася I Гаазька конференція миру, з метою розробки багатосторонніх угод у галузі законів і звичаїв війни.
- 1900 — італійським анархістом Гаетано Бреші в Монці чотирма пострілами з револьвера вбито італійського короля Умберто I.
- 1907 — створена Всесвітня організація скаутського руху.
- 1913 — утворено незалежну Албанію.
- 1914 — введена до ладу перша трансамериканська телефонна лінія Нью-Йорк—Сан Франциско.
- 1938 — після втечі комісара держбезпеки Генріха Люшкова почалася радянсько-японська битва на озері Хасан.
- 1940 — у ході Другої світової війни почалися повітряні бомбардування Великої Британії силами німецького Люфтваффе.
- 1941 — Румунське королівство оголосило про повернення собі Бессарабії і Буковини, переданих нею СРСР у 1940.
- 1941 — Сталін, після численних прорахунків, поразок, оточень частин РСЧА, звільнив генерала армії Г.Жукова з посади начальника Генерального штабу та призначено на посаду командувача Резервним фронтом.
- 1948 — у Лондоні розпочалися XIV Літні Олімпійські ігри.
- 1957 — засновано Міжнародне агентство з атомної енергії (МАГАТЕ).
- 1958 — у США Президентом країни Д. Ейзенхауером підписано акт про утворено Національне управління з аеронавтики і дослідження космічного простору (NASA).
- 1974 — у СРСР створено перший в країні спеціальний підрозділ «А» для протидії можливим терористичним актам, яке стало відомим як група «Альфа».
- 1974 — на каналі NBC пройшов дебют ігрової програми «Вгадай мелодію».
- 1987 — Президентом Франції Франсуа Міттераном та прем'єр-міністром Великої Британії Маргарет Тетчер підписано угоду про початок будівництва Євротунелю під Ла-Маншем, що мав з'єднати дві країни.
- 1990 — місту Калінін повернуто історичну назву Твер.
- 1993 — після семи років ув'язнення рішенням Верховного суду Ізраїлю винесено виправдувальний вирок колишньому охоронцю нацистських концентраційних таборів Флоссенбюрг, Майданек та Собібор уродженцю Дубових Махаринців українцю Івану Дем'янюку.
- 1994 — Парламент України призупинив приватизацію в республіці.
- 2002 — У Львові сталася Скнилівська трагедія, з найбільшою кількістю жертв за історію авіашоу — 77 загиблих.
- 1998 — у Лос-Анджелесі американець С. Рід зробив найдовший в історії стрибок з даху 14-поверхового будинку на дах іншого будинку — на мотоциклі він пролетів 19,8 метрів.
- 2005 — астрономи оголосили про відкриття карликової планети Ерида.
- 2010 — в Демократичній Республіці Конго на річці Касаї в провінції Бандунду перекинувся пором. Щонайменше 80 (за іншими даними 140) людей загинуло.
- 2022 — на Землі зафіксували найкоротший день в історії планети — повний оберт навколо своєї осі зайняв у планети на 1,59 мілісекунди менше, ніж зазвичай. Причиною явища може бути коливання Чандлера — зміна обертання Землі навколо своєї осі[2].

## Народились
Дивись також Категорія:Народились 29 липня
- 1605 — Сімон Дах (Simon Dach) († 1659), німецький поет.
- 1793  — Ян Коллар (Ján Kollár) († 1852), словацький поет, борець за об'єднання слов'ян («Дочка Слави»).
- 1796  — Расмус Вілладс Кристіан Фердинанд Вінтер (Rasmus Villads Christian Ferdinand Winther) († 1876), данський поет, теолог.
- 1798  — Карл Блехен (Carl Eduard Ferdinand Blechen) († 1840), німецький художник-пейзажист («Залізнопрокатний завод»).
- 1805  — Алексіс де Токвіль (Charles Alexis Henri Maurice Clérel de Tocqueville) († 1859), французький письменник, історик («Старий порядок і революція»), міністр закордонних справ (1849).
- 1817 — Іван Айвазовський, український живописець-мариніст вірменського походження.
- 1865 — Андрей Шептицький, український церковний діяч, меценат, голова УГКЦ, митрополит († 1944).
- 1887 — Михайло Садовський, український військовий та громадський діяч, генерал-хорунжий Армії УНР, організатор Українського воєнно-історичного товариства у Польщі.
- 1904 — Дмитро Іваненко, український фізик-теоретик, автор протон-нейтронної моделі атомного ядра.
- 1938 — Петер Дженнінгс, канадський журналіст, оглядач Ей-Бі-Сі.
- 1957 — Неллі Кім, радянська гімнастка, п'ятикратна олімпійська чемпіонка.
- 1966 — Мартіна Макбрайд, американська кантрі-співачка, авторка пісень та продюсерка звукозаписів.
- 1981 — Фернандо Алонсо, іспанський автогонщик, дворазовий чемпіон світу з автоперегонів у класі Формула-1.
- 1984 — Ганна Безсонова, українська гімнастка, абсолютна чемпіонка світу з художньої гімнастики 2007 року, дворазова бронзова призерка Олімпійських ігор 2004 і 2008 років.
- 1999 — Євгеній Волков, військовослужбовець Збройних сил України, учасник російсько-української війни. Герой України.

## Померли
Дивись також Категорія:Померли 29 липня
- 1099 — Урбан II (Ед (Одо) де Шатійон де Лажері) (Urbanus PP. II: Eudes de Châtillon) (р. 1042), Папа Римський (1088–1099 рр.).
- 1108 — Філіп I, король Франції. Син Генріха I і Анни Київської.
- 1507 — Мартін Бехайм (Martin Behaim) (р. 1459), німецький географ і мандрівник, автор першого глобуса (1492).
- 1644 — Урбан VIII (Маффео Барберини) (Urban VIII: Maffeo Barberini) (р. 1568), Папа Римський з 1623 року.
- 1844 — Франц Ксавер Вольфганг Моцарт (Franz Xaver Wolfgang Mozart) (р. 1791), молодший син композитора В. А. Моцарта, — піаніст, диригент, композитор і педагог (Wolfgang Amadeus Mozart).
- 1856 — Роберт Шуман (р. 1810), німецький композитор, музичний критик, диригент.
- 1890 — Вінсент ван Гог (р. 1853), нідерландський художник-живописець, постімпресіоніст.
- 1872 — Едвард Гордон Крег, англійський актор, режисер, сценограф, теоретик; новатор, реформатор театрального мистецтва; символіст.
- 1983 
  - Луїс Бунюель, французький та мексиканський кінорежисер і сценарист іспанського походження. Один з основоположників і найбільших представників сюрреалізму в кінематографі.
  - Дейвід Нівен, британський кіноактор,
- 1985 — Джуда Леон Вотен (Judah Leon Waten) (р. 1911), австралійський письменник та журналіст єврейського походження, народився в Україні.
- 1986 — Наталія Ужвій, українська театральна і кіноакторка.
- 1995 — Леонід Бакштаєв (р. 1934), радянський український актор театру та кіно («Бумбараш», «Аты-баты, шли солдаты», «Убить шакала»).
- 1998 — Джером Роббінс (справжнє прізвище Рабінович) (Jerome Robbins: Jerome Rabinowitz) (р. 1918), американський хореограф. Однією з найвідоміших вистав став мюзикл «Вестсайдська історія».
- 1999 — Анатолій Солов'яненко (р. 1932), український оперовий співак, тенор, Лауреат премії ім. Т. Г. Шевченка, народний артист СРСР.
- 2008 — Хорст Вальтер Штайн (р. 1928), видатний німецький диригент.
- 2012 — Кріс Маркер, французький письменник, фотограф, режисер-документаліст та сценарист.
- 2021 — Субіє Налбандова, кримськотатарська телеведуча, педагогиня, авторка першої кримськотатарської дитячої телепередачі.